# Олівер Кірх
О́лівер Кірх (нім. Oliver Kirch, нар. 21 серпня 1982, Зост) — німецький футболіст, півзахисник клубу «Падерборн».
Також відомий виступами за клуби «Боруссія» (Менхенгладбах), «Армінія» (Білефельд), «Кайзерслаутерн» та «Боруссія» (Дортмунд).

## Ігрова кар'єра
У дорослому футболі дебютував 2003 року виступами за команду клубу «Боруссія» (Менхенгладбах), в якій провів чотири сезони, взявши участь у 22 матчах чемпіонату.
Своєю грою за цю команду привернув увагу представників тренерського штабу клубу «Армінія» (Білефельд), до складу якого приєднався 2007 року. Відіграв за білефельдський клуб наступні три сезони своєї ігрової кар'єри. Більшість часу, проведеного у складі білефельдської «Армінії», був основним гравцем команди.
У 2010 році уклав контракт з клубом «Кайзерслаутерн», у складі якого провів наступні два роки своєї кар'єри гравця. Граючи у складі «Кайзерслаутерна» також здебільшого виходив на поле в основному складі команди.
До складу клубу «Боруссія» (Дортмунд) приєднався 2012 року.

## Досягнення
- Володар Суперкубку Німеччини: 2013, 2014